# Netelia japonica
Netelia japonica là một loài tò vò trong họ Ichneumonidae.